# سجن باغرام
سجن بروان أو سجن باغرام، كان السجن العسكري الرئيسي في أفغانستان. يقع السجن بجوار قاعدة باغرام الجوية في مقاطعة بروان بأفغانستان، وقد بنته الولايات المتحدة خلال إدارة جورج دبليو بوش. كان مرفق احتجاز بروان يؤوي مقاتلين أجانب ومحليين تحت إدارة الجيش الوطني الأفغاني.
كانت تعرف في السابق باسم نقطة جمع باغرام، وكان من المفترض في البداية أن تكون منشأة مؤقتة. لكن استُخدمت لفترة أطول وتعامل مع عدد من المعتقلين أكثر من عدد معتقلي خليج غوانتانامو الأمريكي في كوبا. ففي يونيو 2011، كان مرفق احتجاز بروان يضم 1700 معتقل؛ منهم 600 معتقل منذ إدارة بوش. لم يحصل أي من الأسرى على معاملة أسرى الحرب.
خضعت معاملة النزلاء في السجن للتدقيق بعد وفاة اثنين من المعتقلين الأفغان في قضية تعذيب وإساءة معاملة السجناء عام 2002. والتي صُنَّف وفاتهم على أنها جرائم قتل، ووجهت تهم إساءة معاملة السجناء إلى سبعة جنود أمريكيين. وأثارت المخاوف بشأن فترات الاحتجاز المطولة هناك مقارنةً بمراكز الاعتقال الأمريكية في خليج غوانتانامو في كوبا وأبو غريب في العراق. جزء من مرفق الاعتقال كان يعرف باسم السجن الأسود. 

## وصلات خارجية
- مزاعم سوء المعاملة والإهمال في مركز اعتقال أمريكي في أفغانستان - فيديو بي بي سي
- حقوق الإنسان أولاً ؛ العدالة التعسفية: محاكمة معتقلي غوانتنامو وباغرام في أفغانستان (أبريل / نيسان 2008)
- حقوق الإنسان أولاً ؛ إجراءات لا داعي لها: التحقيق في احتجاز ومحاكمة محتجزي باغرام في أفغانستان في أبريل / نيسان 2009 (نوفمبر / تشرين الثاني 2009)